# A félelem utcája 3. rész: 1666
A félelem utcája 3. rész: 1666 (eredeti cím: Fear Street Part Three: 1666) 2021-ben bemutatott amerikai természetfeletti horrorfilm, amelyet Leigh Janiak rendezett, R. L. Stine Fear Street című regénye alapján. A félelem utcája 2. rész: 1978 című film folytatása. A főbb szerepekben Kiana Madeira, Ashley Zukerman, Gillian Jacobs, Olivia Scott Welch, Benjamin Flores Jr. és Darrell Britt-Gibson látható.
Amerikában és Magyarországon 2021. július 16-án a Netflixen mutatták be.

## Cselekmény
Deena miután egyesítette Sarah Fier levágott kezét a holttest többi részével, látomásban látja az 1666-os eseményeket Sarah Fier szemszögéből. Apjával, George-dzsal és testvérével, Henryvel él Unionban, az eredeti településen, mielőtt Sunnyvale-re és Shadyside-ra osztották volna.
Egy este Sarah és barátai, Hannah Miller és Lizzie találkoznak egy visszahúzódó özveggyel, hogy erős bogyókat gyűjtsenek egy partira, ahol Sarah belebotlik egy fekete mágiáról szóló könyvbe. A csoport csatlakozik Isaachez és Abigailhez a partin, ahol Sarah-t és Hannah-t Caleb zaklatja. Ők ketten elszaladnak, és csókolózni kezdenek, amit tudtukon kívül Bolond Thomas lát. Másnap Cyrus Miller lelkész furcsán kezd viselkedni, mivel a város élelmiszer- és vízkészlete mérgezett. Sarah megbízik Solomon Goode-ban, és azon tűnődik, vajon ő a felelős-e a város balszerencséjéért. A város ekkor fedezi fel, hogy Miller lelkész tizenkét gyermeket gyilkolt meg a kápolnában, köztük Abigail nővérét, Constance-t és Sarah bátyját, Henry-t is. Sarah-t megtámadja Miller lelkész, mielőtt Solomon megölné. Aznap este városi gyűlést tartanak, amelyen a városlakók úgy döntenek, hogy boszorkányság az oka a történteknek, és Caleb azt állítja, hogy Sarah és Hannah a felelős boszorkányok. Hannah-t elfogják, míg Sarah megszökik, és kijelentik, hogy Hannah-t hajnalban kivégzik.
Sarah belopózik a kápolnába, ahol Hannah be van zárva, és szerelmet vallanak egymásnak. Sarah elhatározza, hogy visszaszerzi az özvegy könyvét, és annak segítségével alkut köt az ördöggel, hogy megmentse Hannah-t, de rájön, hogy a könyv eltűnt, az özvegyet pedig meggyilkolták. A lány Solomon házába menekül és elrejtőzik. Rejtőzködés közben alagutakat talál a háza alatt, és felfedez egy rituálét, valamint az özvegy könyvét. Solomon felfedi, hogy azért vette el a könyvet, hogy alkut kössön az ördöggel, felajánlva Miller pásztornak, hogy megszállja a hatalomért és a gazdagságért cserébe. Felajánlja, hogy megosztja vele, de a lány visszautasítja az ajánlatát, és harcra kerül sor, melynek során Sarah kezét levágják. A lány a kápolnába menekül, csakhogy Solomon és a városlakók elfogják. Az ő és Hannah kivégzésénél Sarah meggyőzi a várost, hogy kíméljék meg Hannah életét azzal, hogy kijelenti, ő a boszorkány, és bosszút esküszik Solomonra, mielőtt felakasztják. Később Lizzie, Isaac, Hannah és Abigail meggyászolják Sarah-t, és rendesen eltemetik a holttestét.
1994-ben Deena rájön, hogy a Goode család felelős a Shadyside átokért, mivel minden generáció elsőszülöttje megismétli az ősük, Solomon által megkezdett rituálét. Emiatt Sunnyvale mindig is jólétben élt, míg Shadyside egyre rosszabbul. Deena-t és Josh-t Nick Goode seriff találja meg, de ők ketten Nick kocsijával elmenekülnek, és Ziggy házához érkeznek. A trió arra a következtetésre jut, hogy meg kell ölniük Nicket, hogy véget vessenek a Shadyside átkának. Miután beszervezik Martin, a bevásárlóközpont gondnokának segítségét, a csoport kitalál egy tervet, hogy becsalják Nicket a bevásárlóközpontba, és csapdákat állítanak, hogy a Shadyside gyilkosai megöljék őt.
A csoportnak sikerül csapdába csalnia a gyilkosokat, és Ziggy egy vödör Deena vérét önti Nickre, amitől a gyilkosok megtámadják őt. Ahogy Nick az alagutakba menekül, Deena és a megszállt Sam követi őt, míg a többiek harcolnak a gyilkosok ellen. Sam megtámadja Deenát, de a nő ideiglenesen kiszabadítja Samet a megszállottságból, mielőtt ártalmatlanná tenné. Nick majdnem megöli Deenát, de a nő kiteszi őt az alagútban lévő verőszervek halmának, amitől a gyilkosok összes áldozatának látomásait látja, ami eléggé eltereli a figyelmét ahhoz, hogy Deena megölje őt. A seriff halálával az átok feloldódik, felszabadítva Samet és elpárologtatva a gyilkosokat.
Valamivel később a Goode család lelepleződik tetteikért, miközben Shadyside lakosainak élete javul. Josh személyesen is találkozik online barátjával; Ziggy újra találkozik Mrs. Lane-nel; Simonról, Heatherről és Kate-ről megemlékezik az iskola, Deena és Sam pedig Sarah Fier sírjánál piknikezik, és őt nevezik el az első Shadysidernek.
A stáblista közepén egy ismeretlen személy elviszi az özvegy sátáni könyvét az alagutakból.

## Szereplők
| Szerep                                   | Színész                   | Magyar hang      |
| ---------------------------------------- | ------------------------- | ---------------- |
| Deena / Sarah Fier                       | Kiana Madeira             | Tamási Nikolett  |
| Eredeti Sarah Fier                       | Elizabeth Scopel          | Lamboni Anna     |
| Nick Goode seriff / Solomon Goode        | Ashley Zukerman           | Varga Gábor      |
| Nick Goode seriff / Solomon Goode        | Ted Sutherland (fiatalon) | Baráth István    |
| Ziggy Berman / C. Berman / Constance     | Gillian Jacobs            | Györfi Anna      |
| Ziggy Berman / C. Berman / Constance     | Sadie Sink (fiatalon)     | Stern Hanna      |
| Hannah Miller / Samantha Fraser          | Olivia Scott Welch        | Laudon Andrea    |
| Henry Fier / Josh                        | Benjamin Flores Jr.       | Nagy Gereben     |
| Martin                                   | Darrell Britt-Gibson      | Kovács Lehel     |
| George Fier                              | Randy Havens              | Czvetkó Sándor   |
| Kate / Lizzie                            | Julia Rehwald             | Gáspár Kata      |
| Alderman Goode / Will Goode polgármester | Matthew Zuk               | Novkov Máté      |
| Simon / Isaac                            | Fred Hechinger            | Miller Dávid     |
| Cyrus Miller                             | Michael Chandler          | Holl Nándor      |
| Abigail / Cindy Berman                   | Emily Rudd                | Mentes Júlia     |
| Grace Miller / Mrs. Fraser               | Lacey Camp                | Szórádi Erika    |
| Bolond Thomas / Tommy Slater             | McCabe Slye               | Csiby Gergely    |
| Mrs. Lane / Az özvegy                    | Jordana Spiro             | Orosz Anna       |
| Peter / Caleb                            | Jeremy Ford               | Orosz Ákos       |
| Ruby Lane                                | Jordyn DiNatale           |                  |
| Jakob Berman                             | Mark Ashworth             | Galbenisz Tomasz |
| Alice                                    | Ryan Simpkins             |                  |
| Kapinski biztos                          | Todd Allen Durkin         | Papucsek Vilmos  |

### Magyar változat
- Magyar szöveg: Dittrich-Varga Fruzsina
- Hangmérnök: Farkas László
- Vágó: Simkóné Varga Erzsébet
- Gyártásvezető: Kincses Tamás
- Szinkronrendező: Marton Bernadett
- Produkciós vezető: Várkonyi Krisztina

A szinkront a Mafilm Audio Kft. készítette el.

## A film készítése
2015. október 9-én jelentették be, hogy R. L. Stine Fear Street könyvsorozatán alapuló filmadaptációt készít a 20th Century Studios  és a Chernin Entertainment. 2017 júliusában bejelentették, hogy a projekt trilógiaként készül, Janiak pedig rendező lesz és a forgatókönyveket is átírja partnerével, Phil Graziadei-vel. A filmek különböző időszakokban játszódnának, és egymás után forgatnák őket, azzal a szándékkal, hogy egy hónap különbséggel adják ki őket.
2019 márciusában kezdődött meg az első film forgatása Atlantában és East Pointban. 2019 augusztusában a Hard Labor Creek State Parkban is zajlott a forgatás. 2019 szeptemberében fejeződött be a trilógia forgatása.